# Sindicato do Comércio de Exportação e Importação do Estado do Espírito Santo
O Sindicato do Comércio de Exportação e Importação do Estado do Espírito Santo (Sindiex) é um sindicato que defende as empresas ligadas ao setor de comércio internacional. Foi fundado em 18 de maio de 1992, no Espírito Santo. O trabalho segue as normas definidas pela Confederação Nacional do Comércio de Bens, Serviços e Turismo (CNC) em relação à disciplina, organização e gestão de entidades sindicais, de acordo com os princípios determinados pela Constituição Federal de 1988.